# Tesouro de Nagyszentmiklós
O Tesouro de Nagyszentmiklós (Tesouro de Sânnicolau Mare) é um importante tesouro de 23 vasos de ouro medievais precoces, no total de 9.945 kg, encontrado em 1799 próximo da cidade então conhecida como Nagyszentmiklós ou Groß-Sankt-Niklaus (em romeno: Sânnicolau Mare) no norte do Banato (então parte do Condado de Torontál, dentro do Reino da Hungria no Império Habsburgo, hoje em Timiş na Romênia ocidental, próximo da fronteira com a Hungria). Após a escavação, o tesouro foi transferido para Viena, a capital do império. Desde então, tem estado em exposição no Museu de História da Arte em Viena, onde está em exposição permanente. Uma ampla gama de pontos de vista continuam a ser mantidos quanto a data e as origens dos estilos das peças, e o contexto em que elas foram feitas, o que pode variar entre elas. Excepcionalmente, as inscrições em algumas peças aumentaram a complexidade dos argumentos ao invés de reduzi-los. Recentemente, oficiais romenos pediram ao governo austríaco por seu repatriamento.

## Descrição

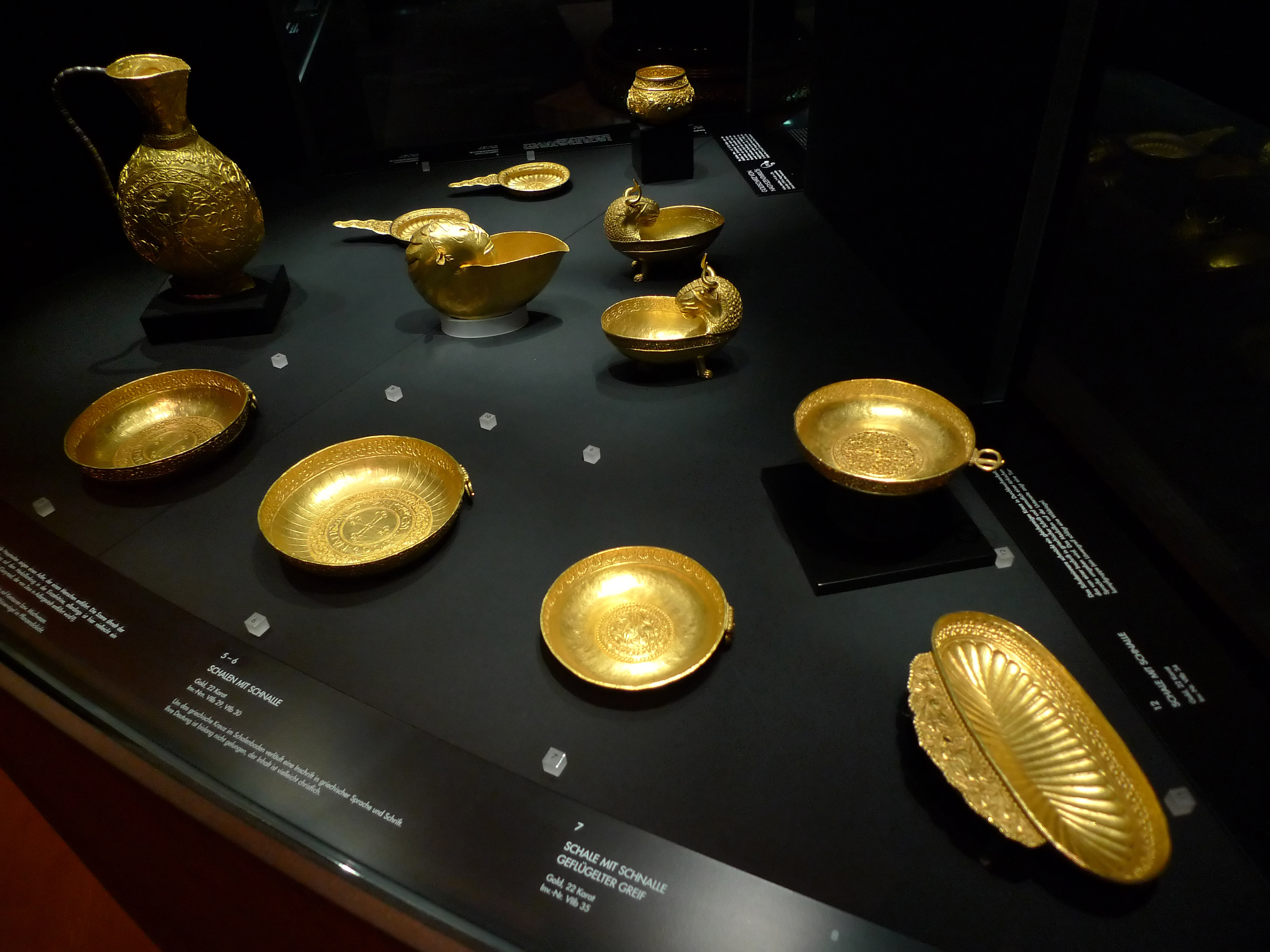
Outra parte do tesouro.

O tesouro, que consiste em 23 vasos de ouro variadamente datados entre os século VI-X, foi encontrado em 3 de julho de 1799 por Neru Vuin, um fazendeiro sérvio, nas proximidades de Nagyszentmiklós. A figura do "Príncipe Vitorioso" arrastando um prisioneiro por seu cabelo e a cena mitológica na parte de trás de um pote de ouro, bem como o projeto de outros objetos ornamentais, mostra afinidades com os achados de Novi Pazar, na Bulgária, e Sarquel, na Rússia. Estilisticamente, influências asiática central, sassânida e bizantina são predominantes.

## Inscrição
Em um dos vasos no tesouro há uma inscrição escrita no alfabeto grego onde se lê:
| “ | ΒΟΥΗΛΑ.ΖΟΑΠΑΝ.ΤΕΣΗ.ΔΥΓΕΤΟΙΓΗ.ΒΟΥΤΑΟΥΛ.ΖΩΑΠΑΝ.ΤΑΓΡΟΓΗ.ΗΤΖΙΓΗ.ΤΑΙΣΗ Tradução:bouēla zoapan tesē dygetoigē boutaoul zōapan tagrogē ētzigē taisē | ” |

A língua da inscrição é provavelmente turcomana. Enquanto não há consenso para seu significado, várias traduções tem sido sugeridas e há consenso geral que Buyla e Butaul são nomes ou títulos turcos, e que eles estão associados com o título de zupano. Há outra inscrição em grego e várias outras inscrições muito pequenas em um manuscrito runiforme e também é provável que esteja em uma língua turcomana, mas estes são muito breves e também não foram decifrados.

## Contexto cultural
O ambiente cultural em que os objetos no tesouro foram criados, montados e depositados permanece controverso, com o debate frequentemente afetado por concepções nacionalistas. Segundo alguns estudiosos o tesouro possui conectaram com o Grão-Canato Avar. De acordo com a interpretação da inscrição de um dos vasos, esta inscrição foi escrita por um povo cujos líderes locais tinham nomes turcos e títulos eslavos (ou seja, zupano).
Como notado acima, afinidades foram reconhecidas entre o material de Nagyszentmiklós e os achados em Novi Pazar e na Cazária. Arqueólogos tanto da Hungria como da Bulgária consideram estas afinidades para apoiar teorias de antigas migrações entre regiões. Ambos foram aliados com os cazares por um período. O tesouro dá alguma ideia dar artes praticadas dentro do Primeiro Império Búlgaro, Reino da Hungria e Cazária. De acordo com o professor Nykola Mavrodinov (baseado em Vilhelm Thomsen), o escrito no vaso número 21 está em búlgaro, escrito com letras gregas, ao redor de uma cruz, e diz, "Boyla Zoapan fez este vaso. Buaul Zoapan pretendia-se para beber." Uma escola de arqueólogos húngaros sustenta que os trabalhos de ourivesaria do século X são cazares.
Acredita-se que a arte da Cazária teria sido modelada nos padrões artísticos sassânidas. O arqueólogo soviético O. H. Bader enfatizou o papel dos cazares na disseminação do estilo de cerâmica de prata sassânida em direção ao norte. Alguns destes trabalhos podem ter sido re-exportados pelos cazares, fiel ao papel deles de intermediadores; outros foram imitações feitos em oficinas cazares - as ruínas que foram rastreadas próximo da antiga fortaleza cazar de Sarquel. O arqueólogo sueco T. J. Arne menciona placas ornamentais, fechos e fivelas encontradas tão longe quanto a Suécia, de inspiração sassânida e bizantina, manufaturados na Cazária ou territórios sob influência deles. Assim, os cazares, magiares e búlgaros poderiam ter sido intermediários na disseminação da arte sassânida na Europa Oriental.
Vários elementos do Tesouro de Nagyszentmiklós tem contrapartes da Ásia Central. Um é a cena do pássaro divino Garuda levantando um corpo humano. Este motivo pode ser encontrado em toda a Ásia Central, Índia e Sibéria. O motivo de um animal bebendo do copo também ocorrem em toda a Eurásia da China, através da Sibéria, para a Hungria. A imagem da concha do náutilo no conjunto pode relacionar-se coma Índia, onde o animal é nativo do oceano Índico. Esta relação remonta ao Império Heftalita, o Estado dos hunos brancos que governaram durante os século IV-V em Gujarate e Rajastão.

## Galeria de fotos

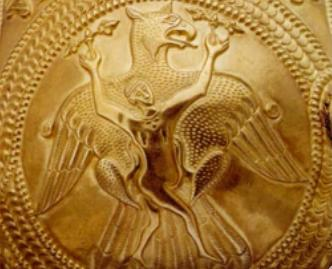
A ilustração do tesouro de Nagyszentmiklós que descreve uma cena similar daquela na lenda de Álmos da mitologia húngara: sonho de Álmos do pássaro Turul.
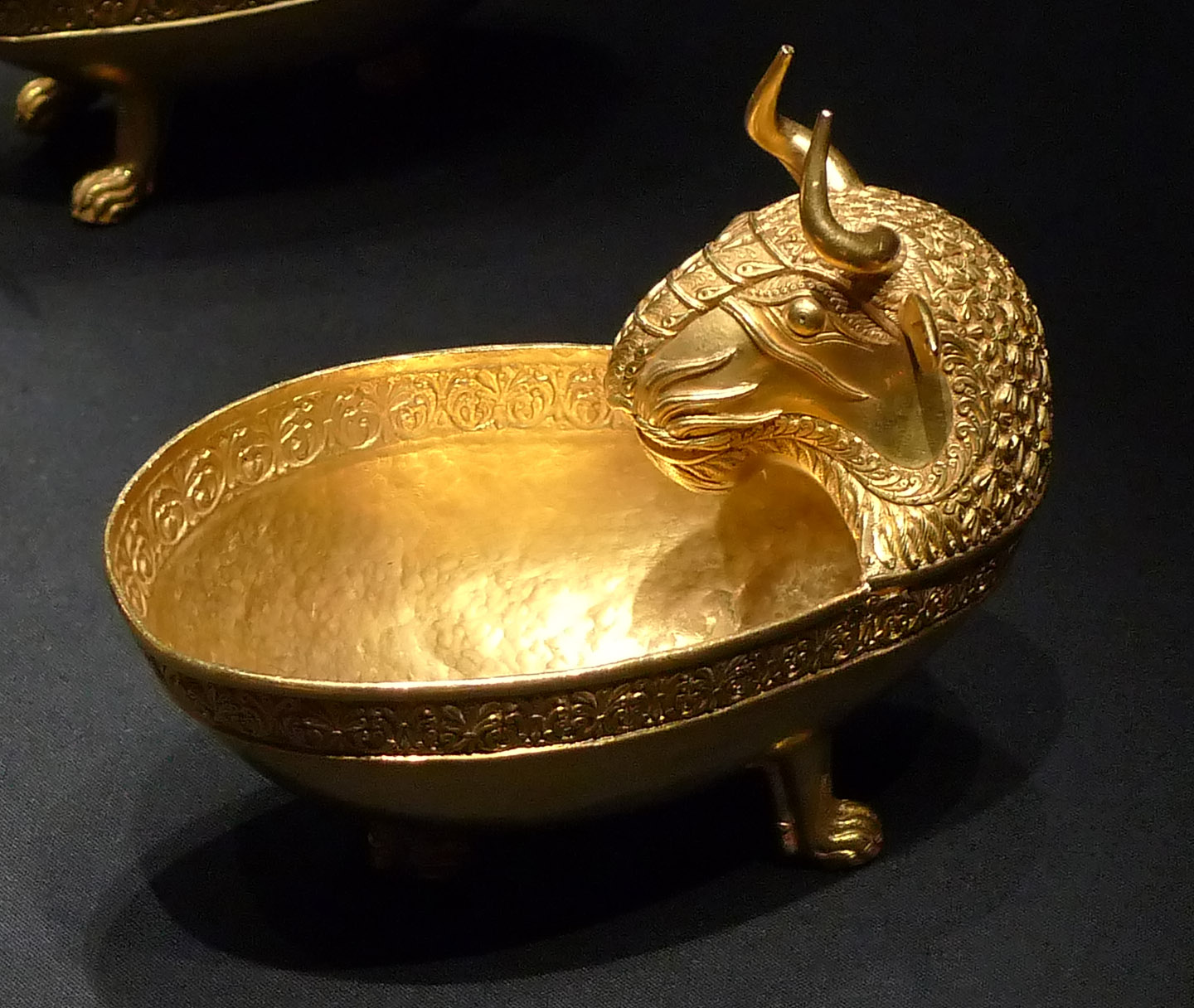
Uma tigela cabeça de boi.
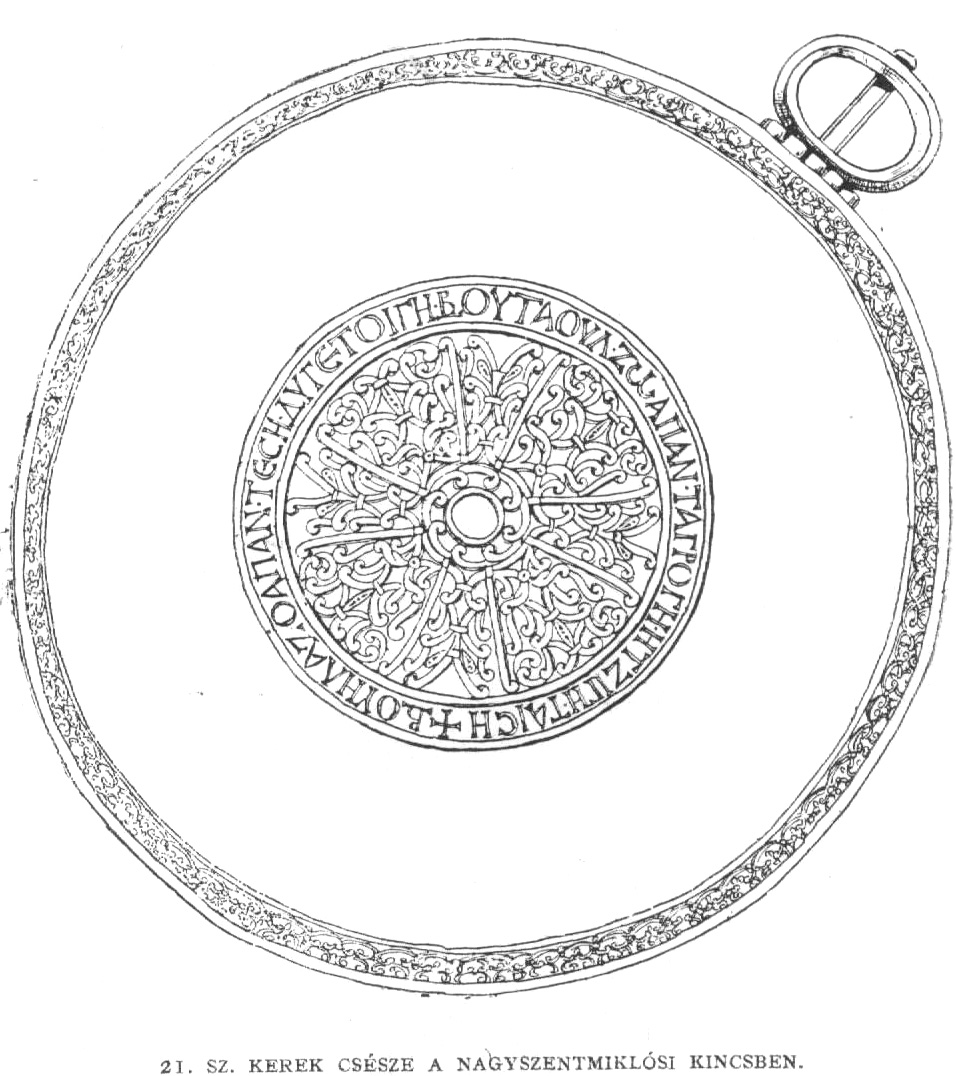
Desenho de um vaso inscrito em alfabeto grego, mas em uma língua não-grega, provavelmente turcomana.